# 森重流砲術
森重流砲術（もりしげりゅうほうじゅつ）は砲術の流派のひとつ。流祖は森重都由（もりしげ すべよし）、周防国末武（現、山口県下松市）の出身。
三島流舟戦法を学び、18歳のとき故郷を出て諸国を回り安盛流、中島流、遠国流、禁伝流等の砲術を学び、橋爪廻新斎流合武伝法、甲州流、越後流の兵学を得て、船戦要法28巻を著し、合武三島流軍船学（ごうぶさんとうりゅう）を興した、後にその砲術部門を森重流と呼ばれるようになった。
現在神奈川県立伊勢原射撃場で活動中。（2006年現在同射撃場は工事閉鎖中のため、千葉市の千葉県総合スポーツセンター射撃場を稽古場としている）会員は日本前装銃射撃連盟の会員でもあるので、火縄銃の実弾射撃にも長けて、マズルローダー世界選手権のメダリストも居る。毎年、愛知県新城市の「長篠合戦のぼりまつり」において、米沢藩古式砲術保存会・長篠設楽原鉄砲隊と競演で演武を行うほか、（財）日本武道館・日本古武道協会主催の「日本古武道演武大会」でも公開している（2004年は日本武道館、2005年は兵庫県立武道館で演武、2007年熊本市総合体育館・青年会館）

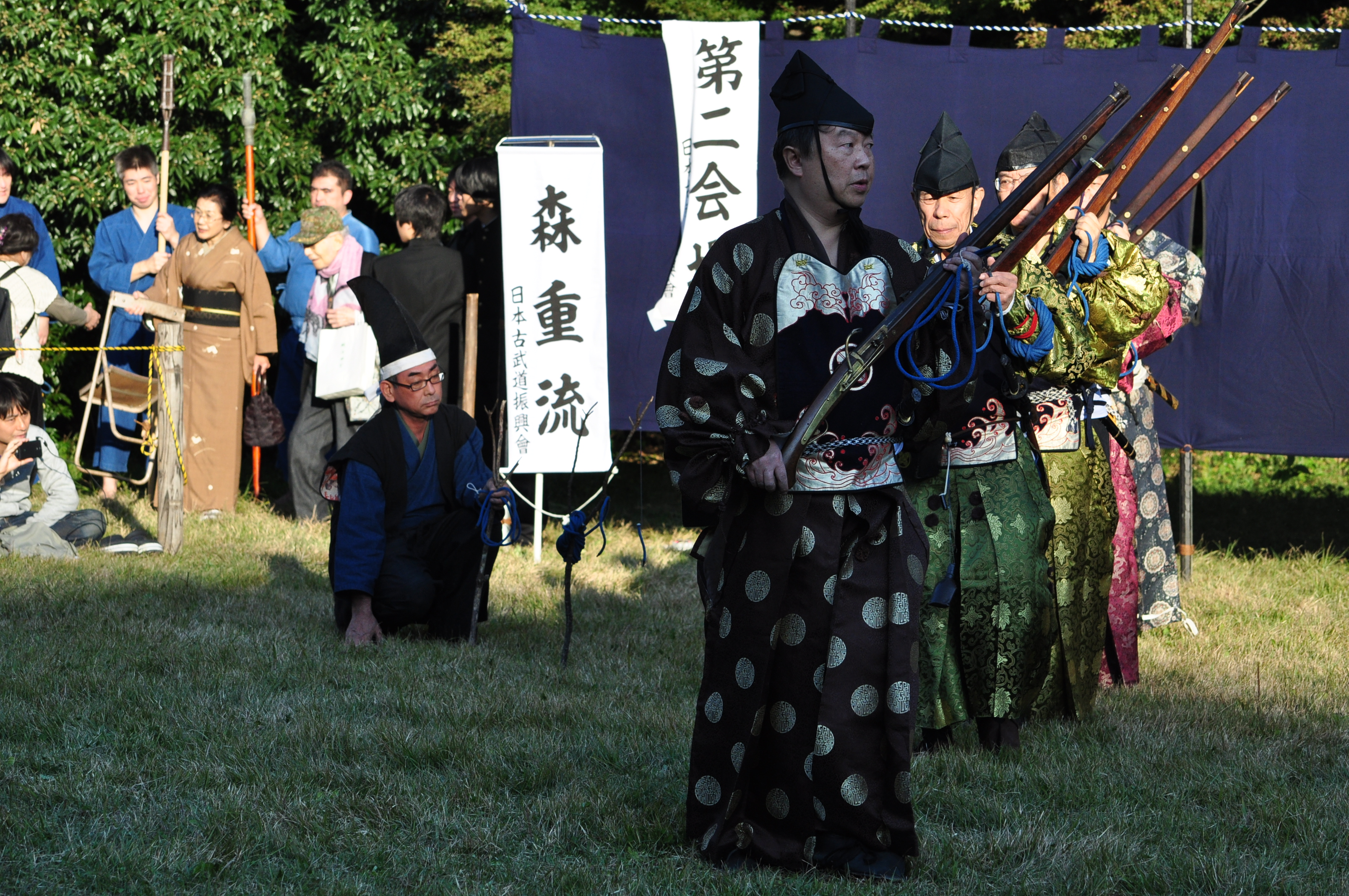
明治神宮例祭奉納 森重流砲術（2012年11月2日撮影）
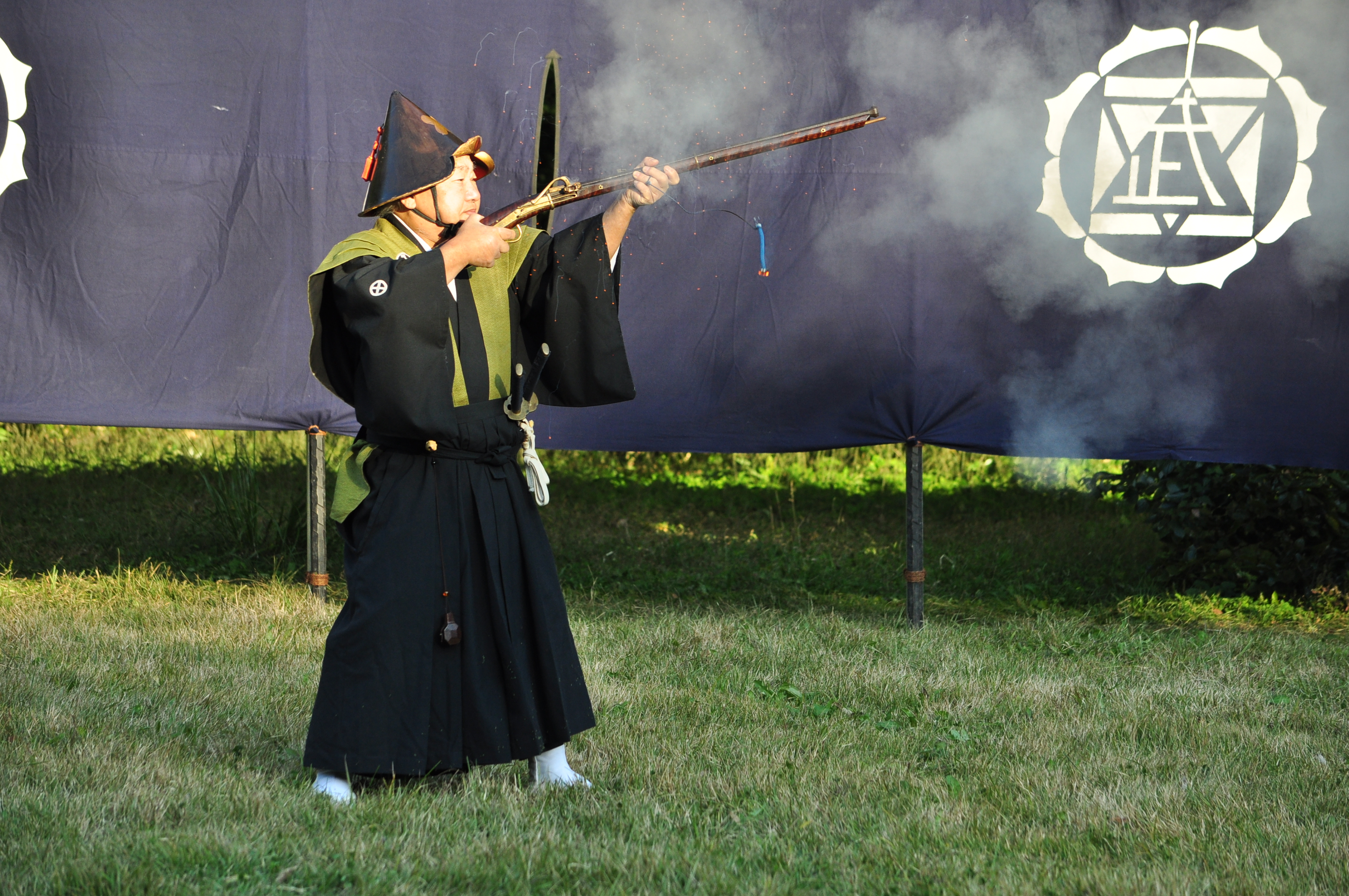
同左、森重流砲術（2012年11月2日撮影）
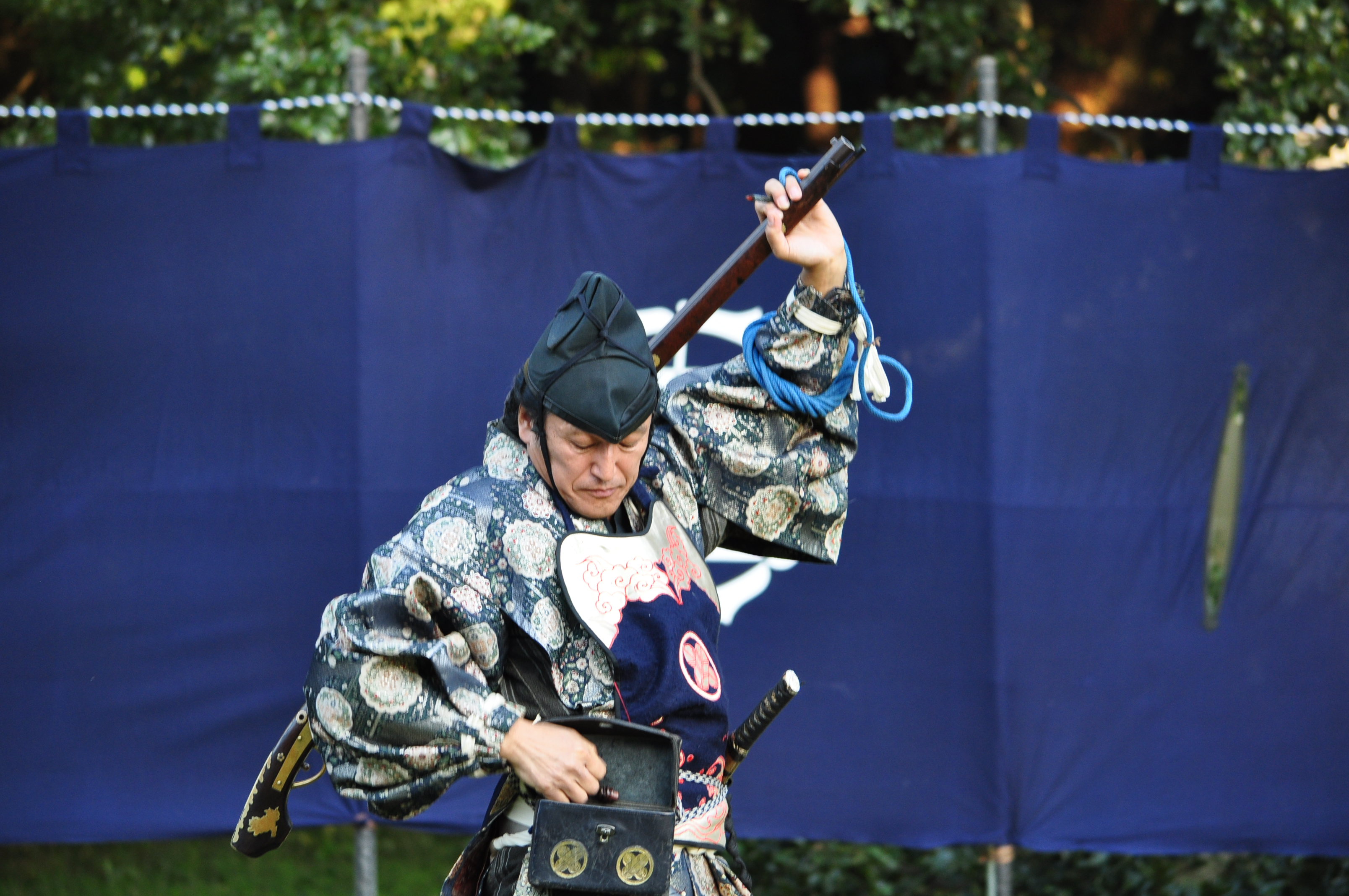
同左、森重流砲術（2012年11月2日撮影）
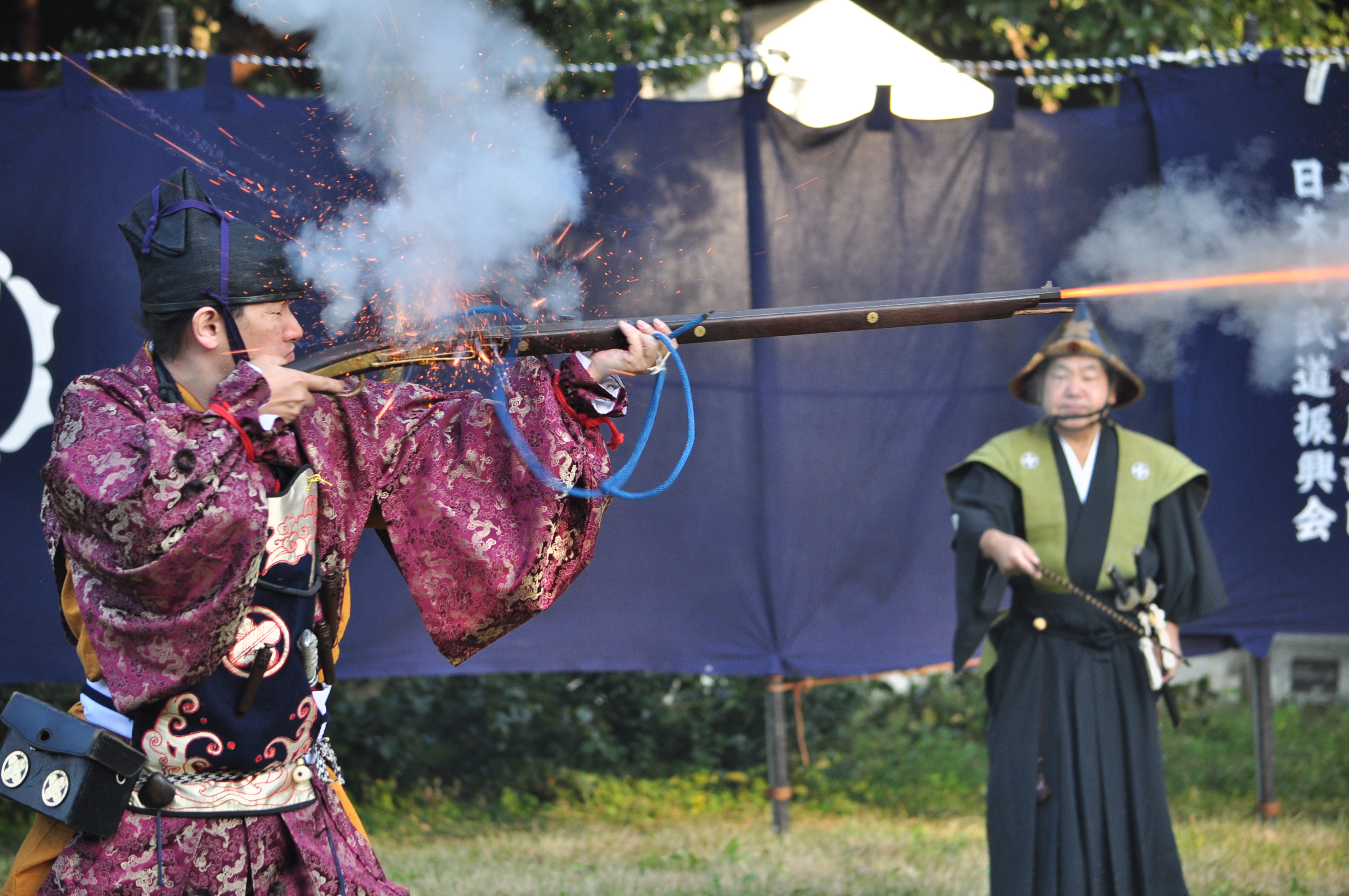
同左、森重流砲術（2012年11月2日撮影）
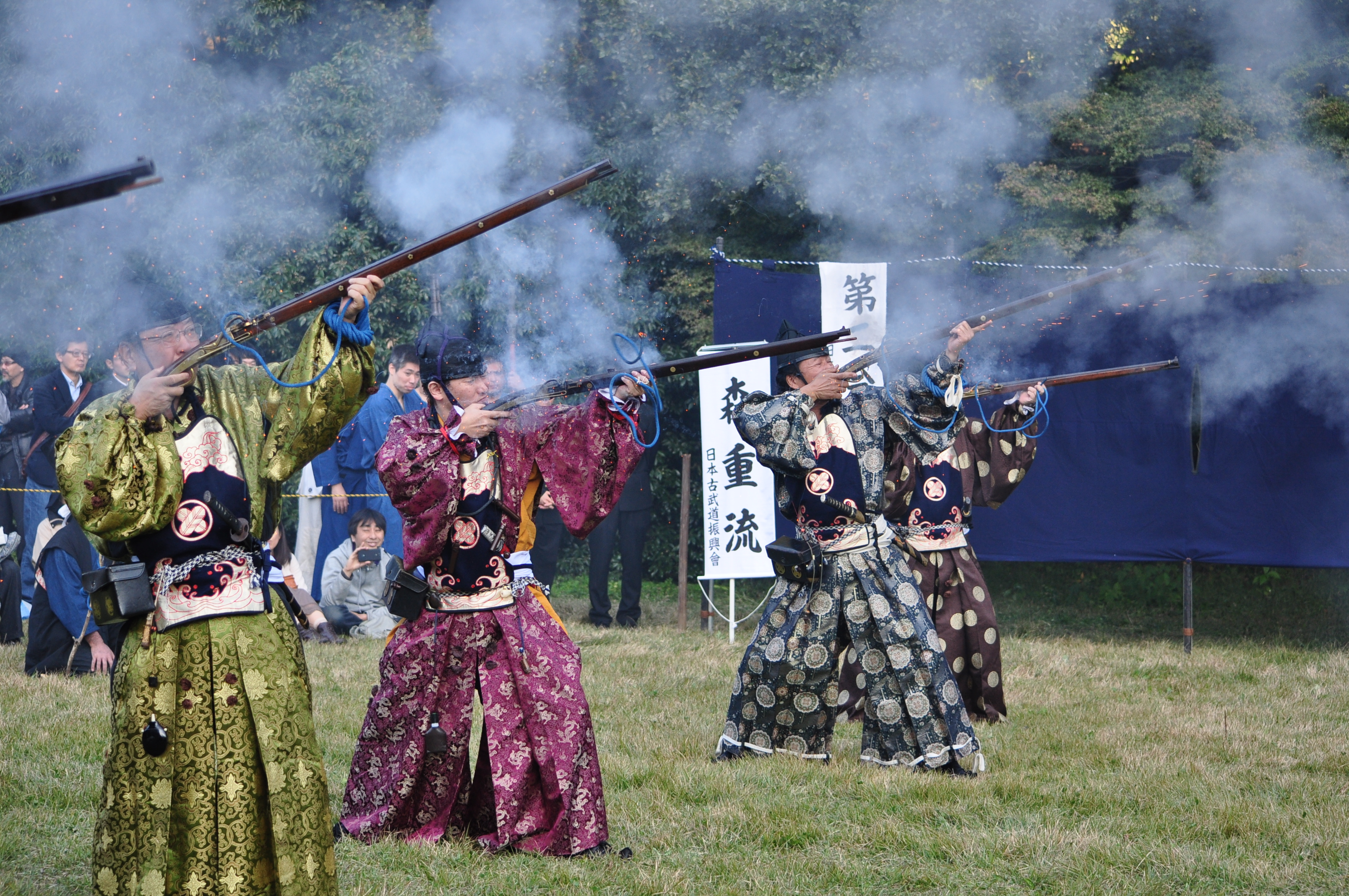
同左、森重流砲術（2012年11月2日撮影）
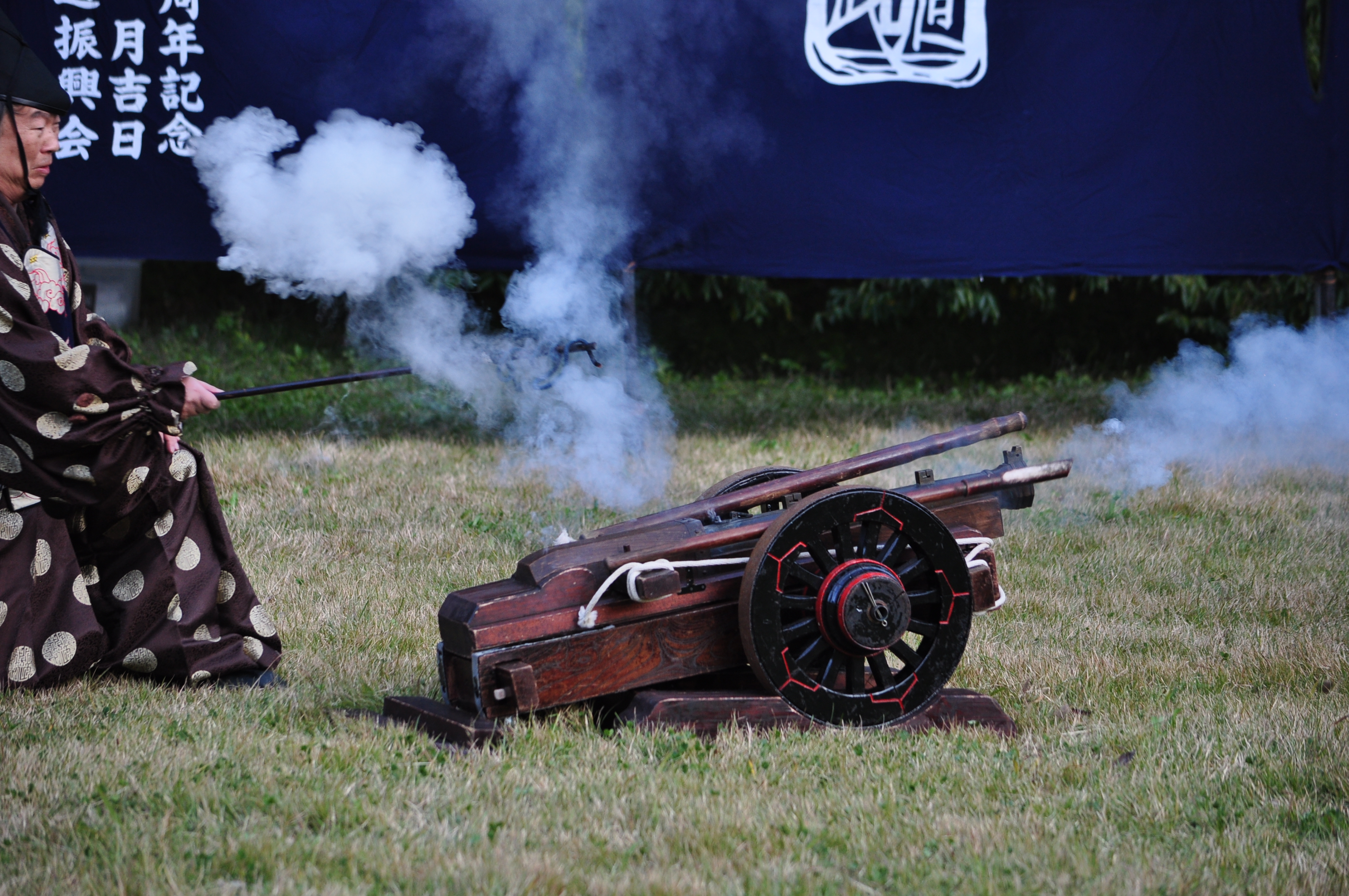
同左、森重流砲術（2012年11月2日撮影）